# 蟋蟀蟹守螺
蟋蟀蟹守螺（学名：Cerithium kobelti），是中腹足目蟹守螺科蟹守螺属的一种。主要分布于印度尼西亚、韩国、中国大陆、台湾，常栖息在碎石海底、有海藻处以及潮间带。